# 1948年愛爾蘭共和國法令
《1948年愛爾蘭共和國法令》（英語：The Republic of Ireland Act 1948）是愛爾蘭國會的一項法案，宣布愛爾蘭應稱作愛爾蘭共和國，並授予愛爾蘭總統根據愛爾蘭政府之建議行使行政權的權力，該法案於1948年12月21日簽署成為法律，並於1949年4月18日星期一生效。
該法案通過廢除《1936年行政權力（對外關係）法令》，結束了英國君主制在愛爾蘭的剩餘法定角色。